# 浦南吉尔
浦南吉尔（藏語：པུརྞ་གྷི་རྷི，威利转写：pu-rna-ghi-ri，1743年—1795年5月3日），汉文史料中又稱苏纳格哩，印度瑜伽師。曾随乔治·博格尔赴西藏，后随第六世班禅额尔德尼赴北京访问。他在六世班禅與東印度公司交涉過程中扮演了重要角色。

## 名字
Purangir浦南吉尔的藏文写法为“པུརྞ་གྷི་རྷི pu-rna-ghi-ri”，其中“ གྷི་རྷི ghi-ri”有时也写作“གྷི་རྷི giri”，是一种缀在瑜伽师名字后面表示修行所得等级的称呼。
《六世班禅传记》中，常见印度瑜伽师的名字里带“གྷི་རྷི ghi-ri”（གྷི་རྷི gi-ri）结尾的情况。据《梵藏词汇》称，“པུརྞ purna”意为“俱足”，故Purangir（浦南吉尔）的意思是名叫俱足的瑜伽师。
Purangiri之后，有时还加Gosain一词。有的汉文译本将该词译为“格西”或“哥沙因人”，实为错误译法。《梵藏大辞典》中称，“go-svanmin：宗教上的乞食者”，故Gosain应当译为托钵僧一类的化缘僧人。
根据汉文资料所进行的研究表明，浦南吉尔在西藏可能还有另外一个名字Su-na-ko-li，即汉文文献中的“苏纳格哩”。根据《梵日大辞典》的解释，Su-nibaddha意为“俱足成满”。这就和པུར（俱足）的意思相同。因此，两个词通用也是有可能的。

## 生平

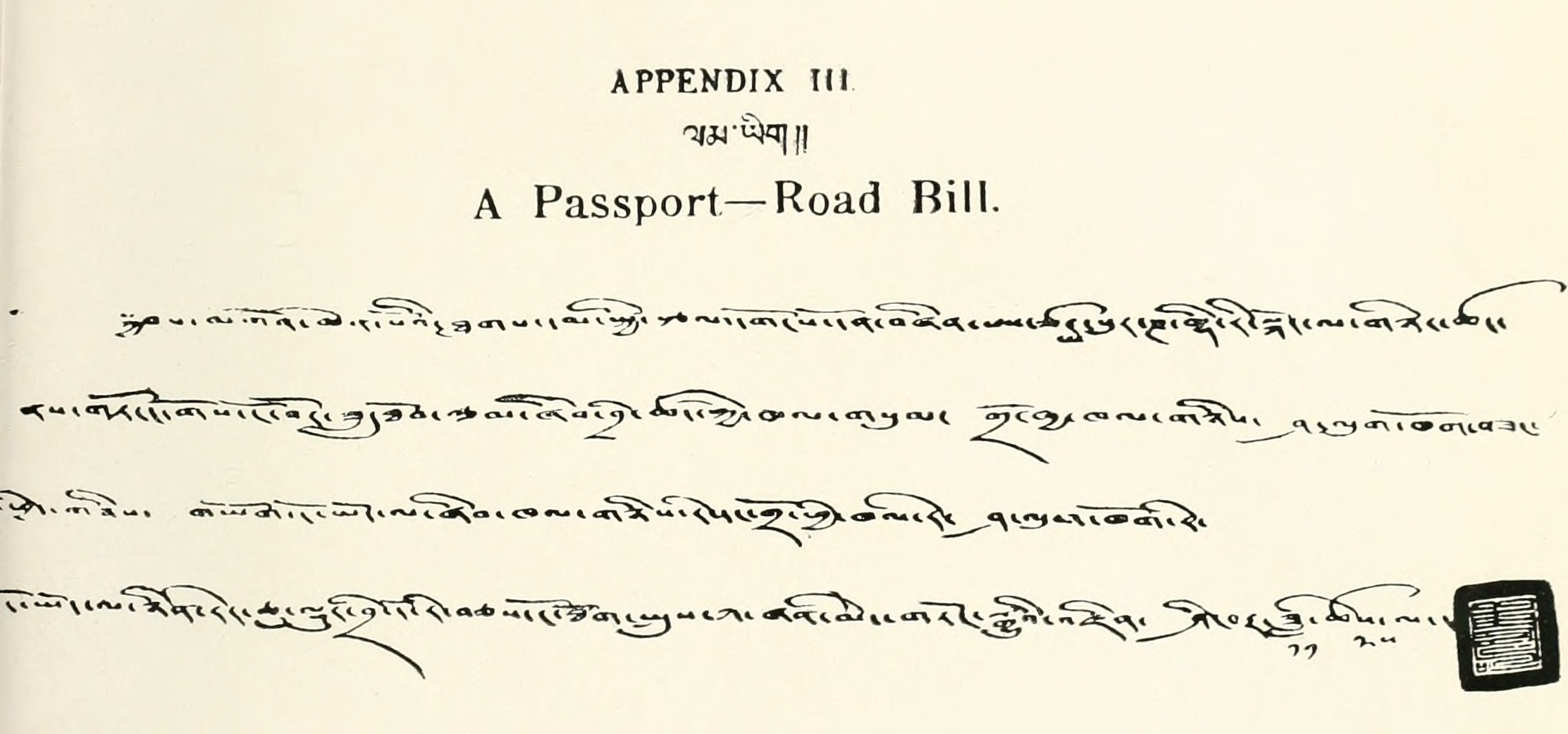
六世班禪額爾德尼於藏曆木龍年（公元1774年?）發給浦南吉爾的護照。

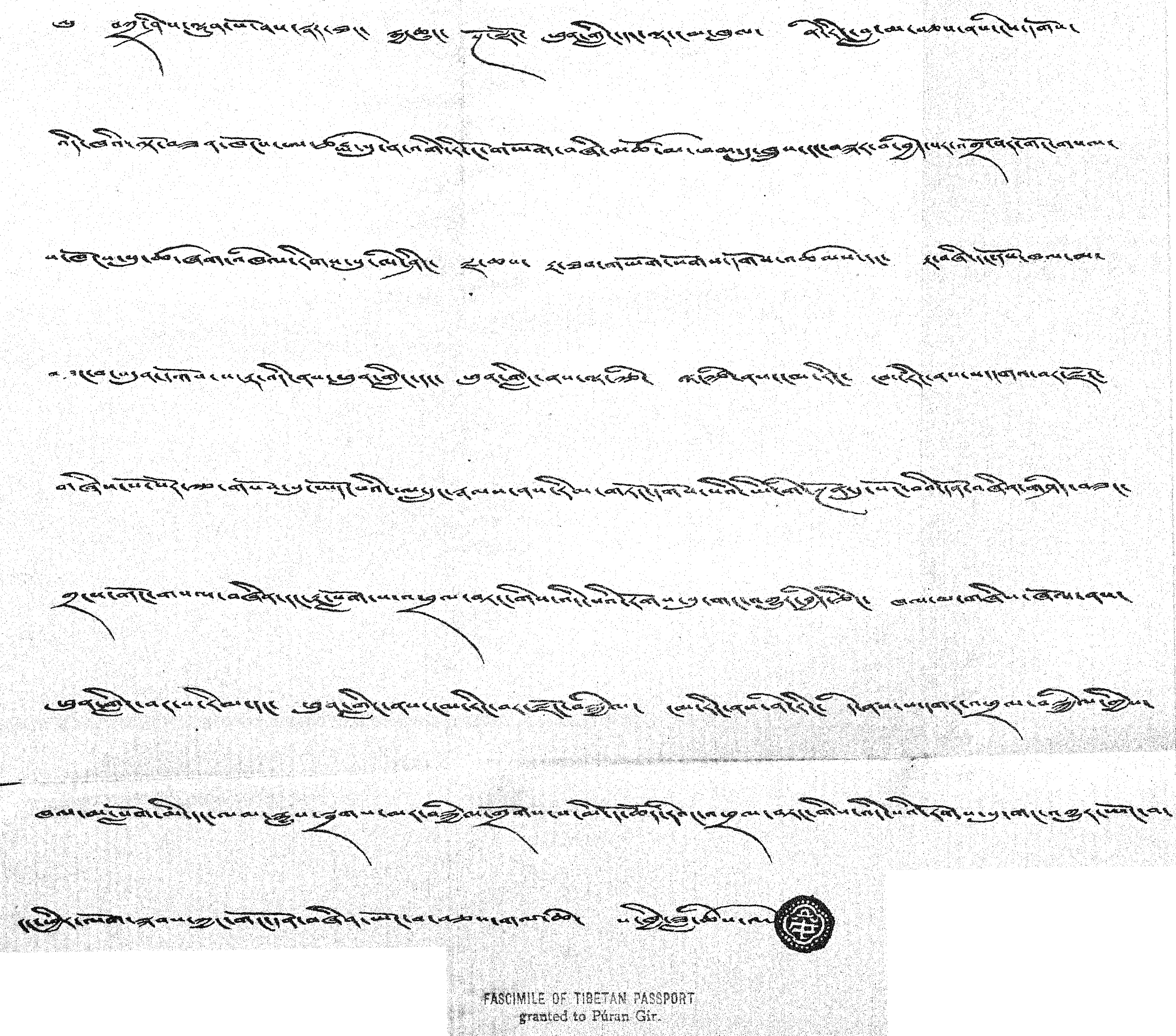
六世班禪額爾德尼於公元1778年發給浦南吉爾的護照。

一些研究者认为，他是被英国东印度公司收买的印度人，是为英国人服务的送信者。但是实际上，他首次出现在对外交往中时，身份是六世班禅额尔德尼派赴孟加拉给英国东印度公司送信的信使。后来，他随英国东印度公司的乔治·博格尔进入西藏，赴日喀则扎什伦布寺拜见六世班禅额尔德尼。
几个月之后，他随六世班禅额尔德尼赴北京，会见了清朝乾隆帝。在北京，六世班禅额尔德尼因患天花而病倒。在六世班禅额尔德尼圆寂的前一天，还单独召见了浦南吉尔。藏文文献称：
དེ་ནས་ཨ་ཙ་ར་གཉྷིས་བོས་ཤྷིག་གསུང་པ་བཞྷིན་འབོད་མྷི་བཏང་བར།

ཅྷིག་ཤོས་མ་བསྡད་པ་དང་ཐུགས་ཀྱང་པུར་གྷི་རྷི་འབོར་བྱུང་བ་ལ་ཐུགས་དགེས་པའྷི་ཉམས་ཀྱྷིས་རྒྱ་གར་འཕྲལ་སྐད་དུ་བཀའ་འགའ་ཞྷིག་བསྩལ།
汉文译文为：“尔后，（大师）派人去叫两位印度瑜伽师，一个不在而另一个浦南吉尔到了。（大师）高兴的为他用印度语赐教）。
1780年六世班禅额尔德尼于北京圆寂后，他又成了英国东印度公司的塞缪尔·特纳的随行人员，再次来到日喀则的扎什伦布寺拜见六世班禅额尔德尼的转世灵童，即七世班禅额尔德尼。
乾隆五十七年（1792年）廓爾喀之役爆发。乾隆五十八年（1793年），福康安曾晓谕同廓尔喀接壤的各部落发兵协剿：“惟批楞道路迢远，更在廓尔喀之外。达赖喇嘛、班禅额尔德尼特派阿杂拉喇嘛苏纳格哩一名、唐古忒通事一名，赉臣福康安缴文及达赖喇嘛、班禅额尔德尼谕帖前往，几及一载，尚无消息。昨据苏纳格哩等差伊侄喇嘛达齐格哩自批楞前来，于本年正月十三日到藏。据称：‘唐古忒通事中途病故，苏纳格哩因病留于批楞调养，不能行走，差我送禀帖前来。’”
由此可见，如果苏纳格哩就是浦南吉尔的话，那么浦南吉尔还参加了廓爾喀之役期间清朝同英国东印度公司的联络事务。
東印度公司總督沃倫·黑斯廷斯應六世班禅要求買了一百英畝的地建佛寺，由浦南吉尔管理。1795年5月3日，一群土匪晚間攻擊該寺，浦南吉尔抵抗被殺。